# 보디체 (슬로베니아)

보디체의 위치

보디체(슬로베니아어: Vodice)는 슬로베니아의 도시로 면적은 31.4km2, 높이는 339m, 인구는 3,871명(2002년 기준), 인구 밀도는 123.3명/km2이다.